# Cabourg
Cabourg (ka.buʁⓘ) es una población costera y comuna francesa, situada en la región de Normandía, departamento de Calvados, en el distrito de Caen. Es el chef-lieu del cantón de Cabourg, aunque Colombelles la supera en población.

## Geografía
Cabourg forma parte de la región natural de la Cuenca de París.

## Clima
Cabourg está bajo la influencia de un clima oceánico, con inviernos suaves y veranos frescos.

## Demografía
| 3022 | 3067 | 3308 | 3238 | 3355 | 3520 | 3511 |
| Para los censos de 1962 a 1999 la población legal corresponde a la población sin duplicidades (Fuente: INSEE [Consultar]) |      |      |      |      |      |      |

Se trata de una población turística, por lo que alcanza los 40.000 habitantes en verano.

## Cultura
- Cada año, Cabourg acoge el Festival Internacional de Películas románticas.
- Cabourg tiene varios monumentos interesantes: El Casino de Cabourg con el Gran Hotel cerca y las numerosas villas lujosas. Tiene un largo paseo junto al mar que nos ofrece vistas de la desembocadura del Sena que se abre en una amplia bahía, dominada al norte por la ciudad y el puerto de Le Havre.

## Personalidades relacionadas con la comuna
El escritor francés Marcel Proust pasaba sus vacaciones en esta comuna, la cual el autor describe ampliamente en su obra literaria En busca del tiempo perdido, sólo que cambiándole el nombre por «Balbec».

## Ciudades hermanadas
- Marbella  España
- Castro-Urdiales  España